# Koninklijke Nederlandse Vereniging voor Brandweer en Hulpverlening
De Koninklijke Nederlandse Vereniging voor Brandweer en Hulpverlening (KNVBH) werd op 27 oktober 1916 opgericht door de brandweercommandanten van Den Haag en Leiden. Doel was het behartigen van de belangen en het verhogen van het peil van het brandweerwezen.  

## Geschiedenis
In 1916 namen de brandweercommandant van Den Haag (C.F.H. Tuckermann) en die Leiden (J.C. Stam) het initiatief tot de oprichting van een landelijke brandweervereniging. Het doel was het behartigen van de belangen en het verhogen van het peil van het brandweerwezen, door meer eenheid en samenwerking van de lokaal georganiseerde brandweerkorpsen.
De oprichting vond op 27 oktober 1916 te Utrecht plaats. De Vereniging kreeg de naam Nederlandse Brandweervereniging. Tuckermann werd de eerste voorzitter. prins Hendrik der Nederlanden aanvaardde het beschermheerschap, de Haagse burgemeester Van Karnebeek werd ere-voorzitter. Reeds in 1920 werd de vereniging koninklijk, waarna zij verderging als Koninklijke Nederlandse Brandweervereniging (KNBV). Na enkele jaren werd Tuckermann opgevolgd door François van 't Sant, die de functies van hoofdcommissaris van politie en brandweercommandant van Den Haag combineerde.
In de jaren 1920 brak het besef door dat de doelstelling van de vereniging niet zonder de medewerking van de lokale overheden als bevoegd gezag kon worden gerealiseerd. Daartoe vormde zij zich om van een personenvereniging tot een vereniging waarvan het lidmaatschap open stond voor gemeenten en colleges van commandanten. 
In het kader van haar doelstelling bevorderde de Vereniging de oprichting van provinciale brandweerbonden. In de provinciale brandweerbonden werkten gemeenten en colleges van brandweercommandanten samen. In de vooroorlogse jaren kwamen deze bijna overal tot stand. Rond de eeuwwisseling zijn deze weer opgeheven, met de opkomst van de brandweerregio's hadden zij hun functie verloren.
In 1941 werd de KNBV door de bezetter verboden. Na de oorlog pakte de Vereniging haar taken weer op. Zij ontwikkelde zich tot een belangrijke overlegpartner van de landelijke overheid. De door het Rijk geïnitieerde omvorming van de brandweer tot rampenbestrijdingsorganisatie speelde daarbij een belangrijke rol, evenals de door het Rijk gewenste regionalisering van de gemeentelijke brandweren. De regionalisering leidde ertoe dat de KNBV zich omvormde tot een vereniging van brandweerregio's. Deze lieten zich vertegenwoordigen door hun burgemeesters, de KNBV werd daarmee een zuiver bestuurlijke vereniging.
Op 20 november 1991 vierde de KNBV haar 75-jarig bestaan in aanwezigheid van koningin Beatrix in de Ridderzaal. In 2001 vond wederom een statutenwijziging plaats. Omdat de brandweerregio's samenvielen met de regio's voor GHOR, werd de naam veranderd in Koninklijke Nederlandse Vereniging voor Brandweer en Hulpverlening (KNVBH). In 2007 kwam het mede door de KNVBH geïnitieerde Veiligheidsberaad tot stand. Daarmee kwam een einde aan het functioneren van de KNVBH als bestuurlijk platform.

## Instellingen vanwege de KNVBH
Nationaal Brandweermuseum: In 1917 ontstond bij het bestuur van de vereniging het idee een brandweermuseum op te richten, waarin onder meer de bibliotheek en de verenigingsattributen zouden worden ondergebracht. In 1926 kwam het museum tot stand. Het werd gehuisvest in het Catharijneconvent in Utrecht. Sinds 1963 is het museum gevestigd in het voormalige marinecomplex in Hellevoetsluis, onder de naam Nationaal Brandweermuseum. De KNBV bracht het Nationaal Brandweermuseum onder in een aparte stichting.
Brandweeronderscheidingen: Sinds 1920 stelt de KNVBH onderscheidingen beschikbaar voor langdurige brandweerdienst. Vanaf 1967 doet zij dit gezamenlijk met de brandweerprofessie, die thans verenigd is in Brandweer Nederland. Daarnaast kent de KNVBH een Kruis van Verdienste, dit wordt uitgereikt aan bestuurders op grond van hun verdiensten voor de brandweer. Bij beschikking van 27 december 1957 erkende de minister van Binnenlandse Zaken, Bezitsvorming en Publiekrechtelijke Bedrijfsorganisatie het Kruis van Verdienste van de KNVBH.
Brand&Brandweer : Brand&Brandweer is het vakblad voor bestuurders en professionals op het gebied van brandweer en rampenbestrijding. Het werd mede door de KNVBH opgericht. Het geldt als officieel orgaan van de KNVBH en dient als communicatiekanaal van Brandweer Nederland.

## Trivia
Ter gelegenheid van haar 75-jarig bestaan schreef Maarten 't Hart in opdracht van de KNVBH De vrijwillige brandweer, met herinneringen aan zijn vader als vrijwilliger bij de brandweer van Maassluis. Peter van Straaten zorgde voor de bijbehorende illustraties. De vrijwillige brandweer is door de VNG-uitgeverij uitgebracht in een eenmalige en exclusieve oplage. Het eerste exemplaar is op 20 november 1991 aangeboden aan koningin Beatrix, tijdens een feestelijke bijeenkomst in de Ridderzaal.

## Voorzitters
De KNVBH kende een aantal bekende bestuurders als voorzitter, onder meer 
- Marius Antoon Reinalda
- Dirk Rijnders
- Frits Schneiders
- Jaap Pop
- Annie Brouwer-Korf